# Sedm zastavení bolesti Panny Marie (Klášterec nad Ohří)
Sedm zastavení bolesti Panny Marie v Klášterci nad Ohří na Chomutovsku se nachází podél cesty na severním okraji zámeckého parku mezi ulicí Chomutovská a železničním mostem v ulici Pod Pivovarem. Tato cesta dál pokračuje do Kadaně k poutnímu františkánskému kostelu Panny Marie a Čtrnácti sv. Pomocníků. Zastavení jsou spolu se zámkem chráněna jako nemovitá Kulturní památka České republiky.

## Historie
Cestu tvoří sedm dochovaných zděných výklenkových kaplí s kamennými reliefy s vyobrazením Sedmera Mariiných bolestí. Po stranách centrálního motivu jsou doplněny plastikami svatých pomocníků, kterým je přičítána moc přímluvy při chorobách či neštěstích.

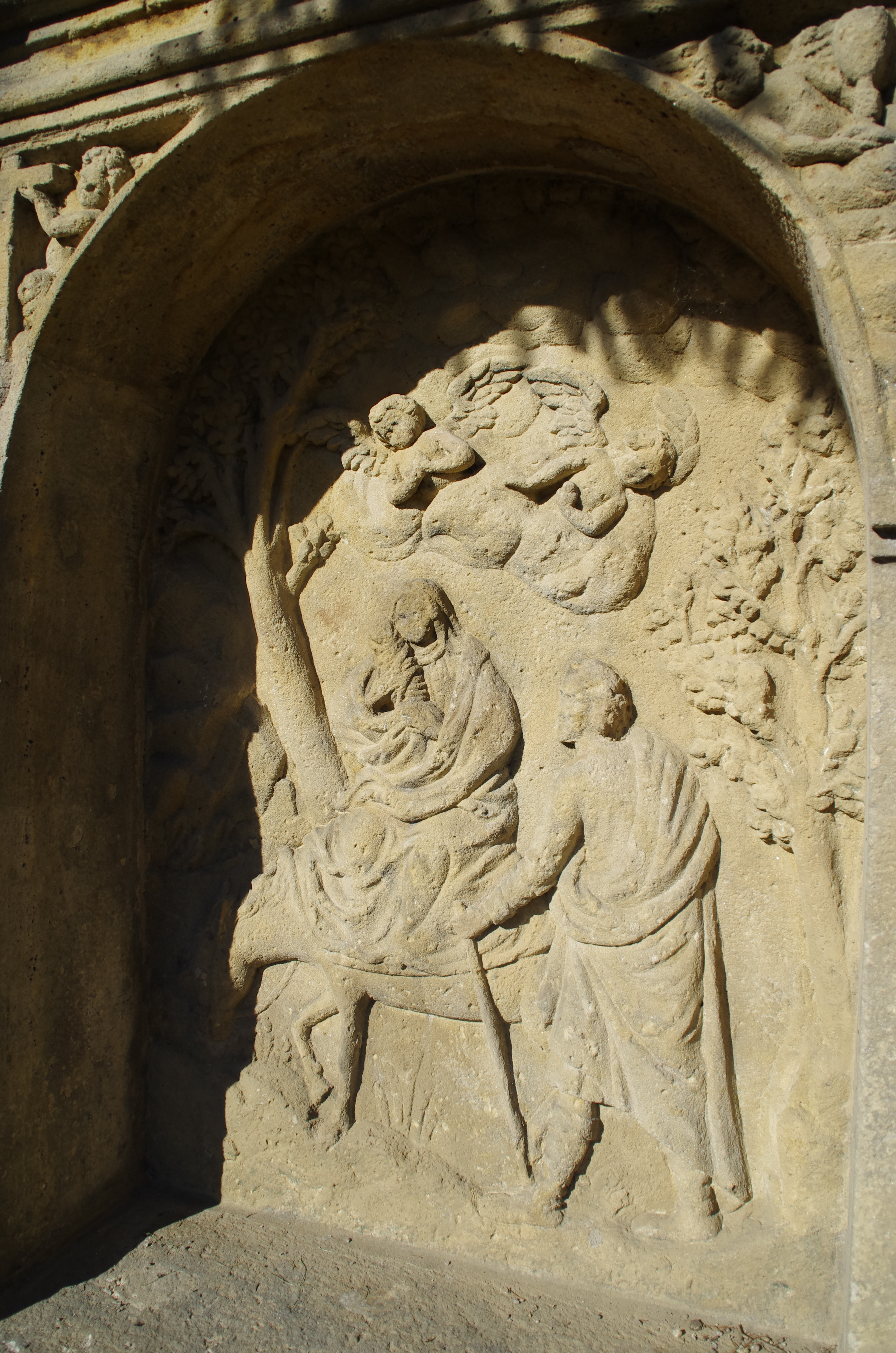
I. zastavení - Útěk do Egypta

Raně barokní kaple dal postavit hrabě Michael Osvald Thun-Hohenstein roku 1691. Zastavení spojovala loretánskou kapli původně stojící v místech staré porcelánky a kapli Panny Marie na skále, která stávala v místech pilíře železničního mostu.
Kaple jsou pískovcové, dva metry vysoké a jeden a půl metru široké. Jsou tvořeny jednoduchým nečleněným soklem s odstupňovanou římsou, hluboký výklenek nad soklem obsahuje výjev provedený v mělkém reliéfu, po stranách ohraničený dvojicí pilastrů. V pilastrech jsou mělké niky s reliéfními figurami světců doplněné jejich jmény. Tympanon je zdobený akantovou rozvilinou s letopočtem 1691 a monogramem obsahujícím písmena MOT, která jsou doplněna hraběcí korunou.
V minulosti byly kaple přesouvány a tak není dodrženo jejich umístění ani pořadí na původní trase.

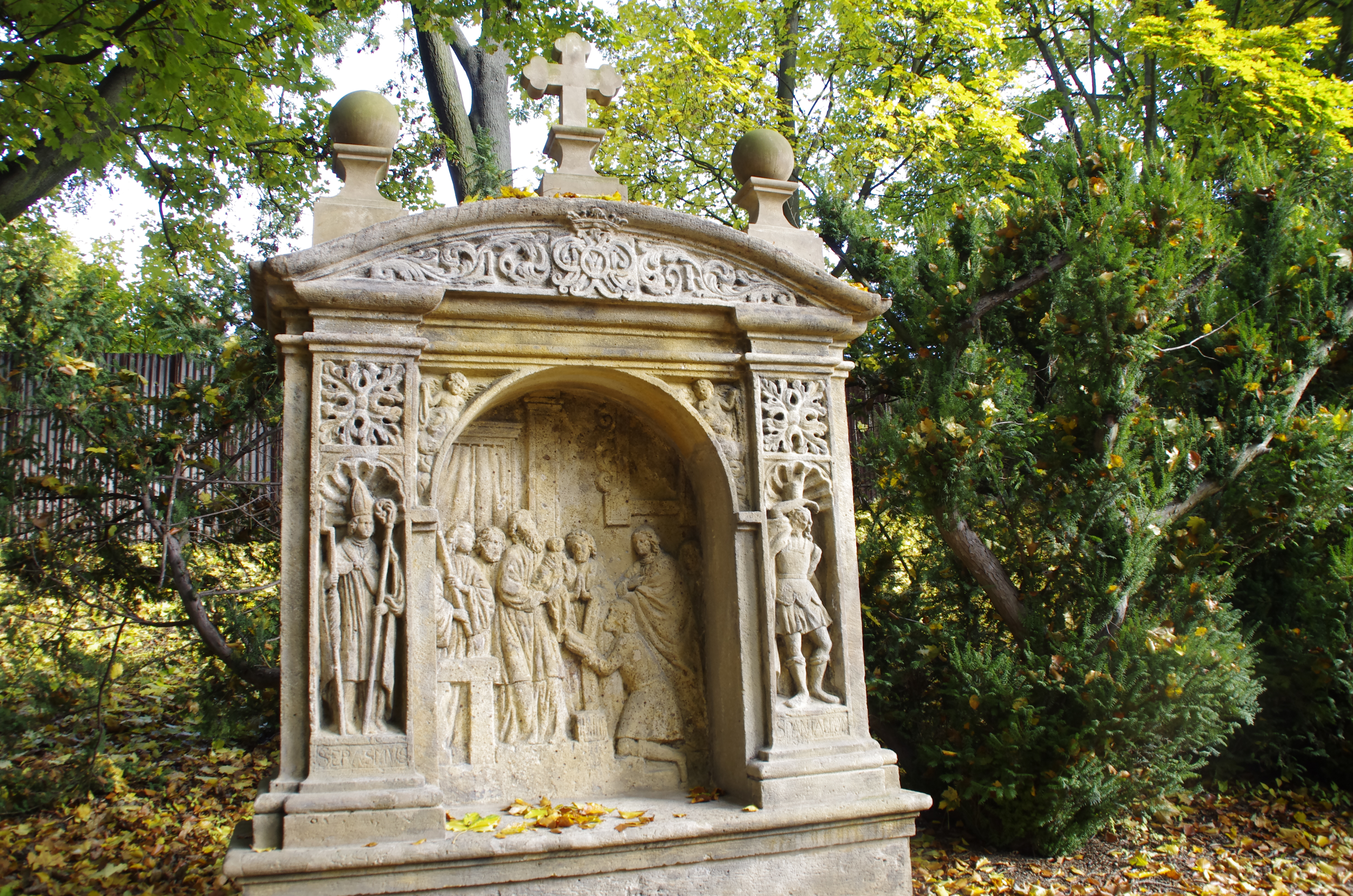
II. zastavení s motivem Obřezání Krista

### Loretánská kaple
Loretánskou kapli založil Michael Osvald hrabě Thun roku 1682. Stála přibližně 300 metrů východně od kostela Nejsvětější Trojice na návrší za městem. Stavitelem této kaple pilastrolisénového typu byl J. Rossi da Luca. Do péče byla svěřena loretánskému knězi, který obýval kaplanku. Při josefínských reformách byla roku 1790, uzavřena, spolu s kaplankou prodána a později zbořena.
Nápis na budově, který byl zaznamenán J. Schallerem zněl: „Ioannes Ernestus D. G. Episcopus Segoviensis S. R. I. Princeps et Comes de Thun, Canonicus Salisburgensis et Passv., per Styriam&c. Vicarius Generalis consecravit 29. Sept. Hanc sacramaedem Nazarethicae consimilem fieri fecit Mich. Osvald. S. R. I.Comes de Thun Anno MDCLXXXII.“
Na pozemcích v okolí kaple se nacházela klášterecká porcelánka. Při jejím rozšiřování za vlastníka závodu Josefa Matyáše Thuna byl na místě původní loretánské kaple zřízen přízemní dům. V dubnu 1794 došlo k prvnímu pálení v peci, která byla umístěna již v opuštěné loretánské kapli. Zvon ze zrušené lorety byl přenesen do sanktusníku kostela Nejsvětější Trojice.

### Kaple Panny Marie na skále
Roku 1690 byla postavena Michalem Osvaldem Thunem nad řekou druhá kaple mariánského zasvěcení, nazývaná kaple Panny Marie, na skále. Stála přibližně ve vzdálenosti 500 m od loretánské kaple východním směrem v místní části zvané Fels. Podle velikosti skalního návrší mohly její rozměry být pravděpodobně 8 x 5 metrů. Loreta i kaple byly podřízeny stejnému kaplanovi, k jejich provozu byla roku 1693 ustanovena hraběcí nadace ve výši 8407 zlatých.
Kaple Panny Marie, byla zbořena pravděpodobně před rokem 1873 při stavbě železničního mostu na trati Chomutov - Cheb.